# 阿奎莱亚圣母升天宗主教圣殿主教座堂
45°46′11″N 13°22′15″E / 45.76972°N 13.37083°E

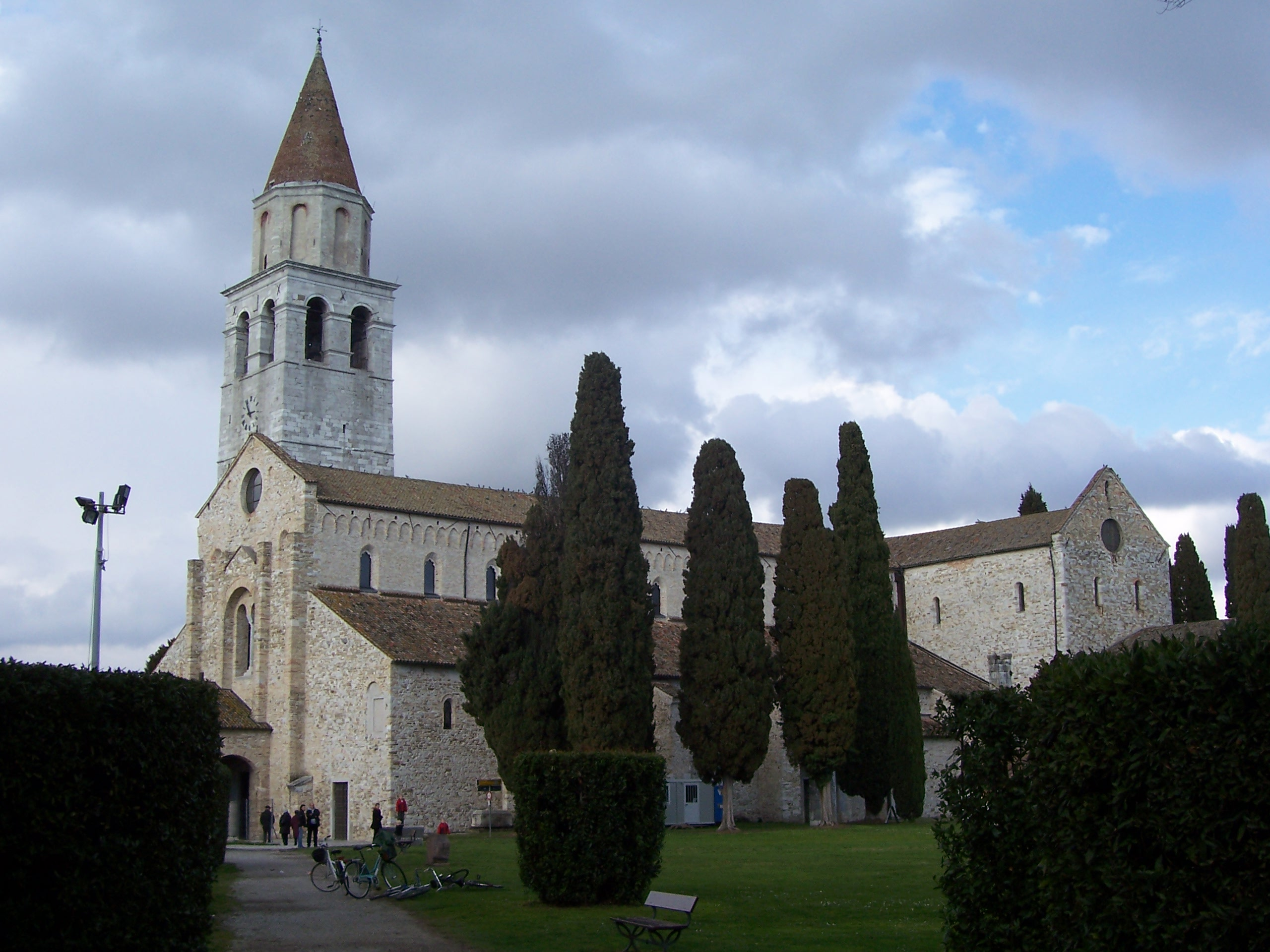
阿奎萊亞圣殿

阿奎莱亚圣母升天宗主教圣殿主教座堂（Basilica patriarcale di Santa Maria Assunta）是一座天主教的宗座圣殿，乌迪内省阿奎萊亞主要的宗教建筑，在古代曾是一座主教座堂，现在则属于戈里齐亚教区。
该堂历史可追溯到4世纪，其马赛克路面保存至今。1031年在原址兴建一座平顶教堂，1379年重建为哥特-罗曼式建筑。堂内壁画属于不同年代，包括4世纪、11世纪、12世纪。该堂还包括建于5世纪的洗礼堂和建于9世纪的气势非凡的钟楼，以及后面的第一次世界大战十位士兵的墓地。
1998年，被列入世界文化遗产名录。

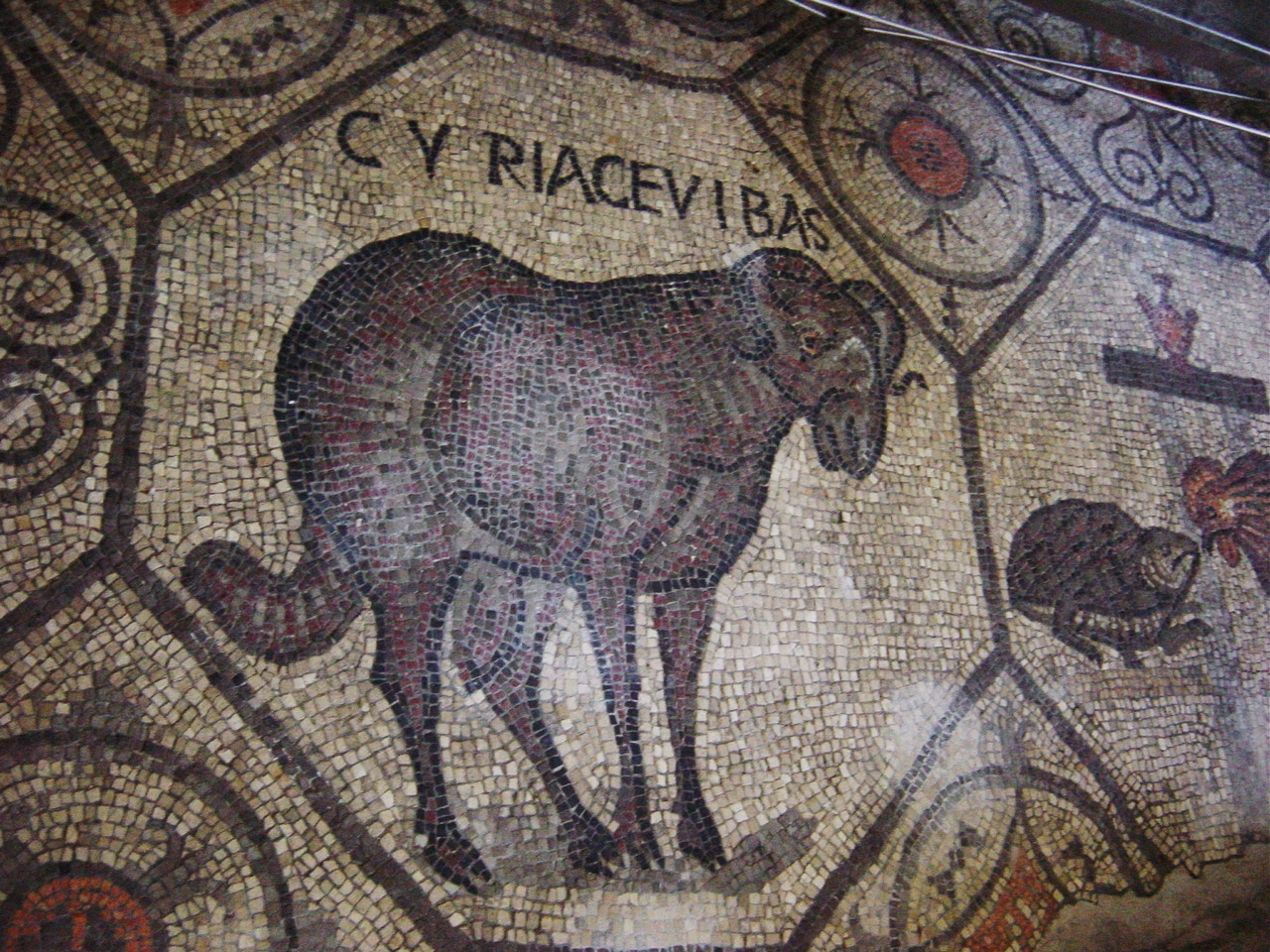
马赛克
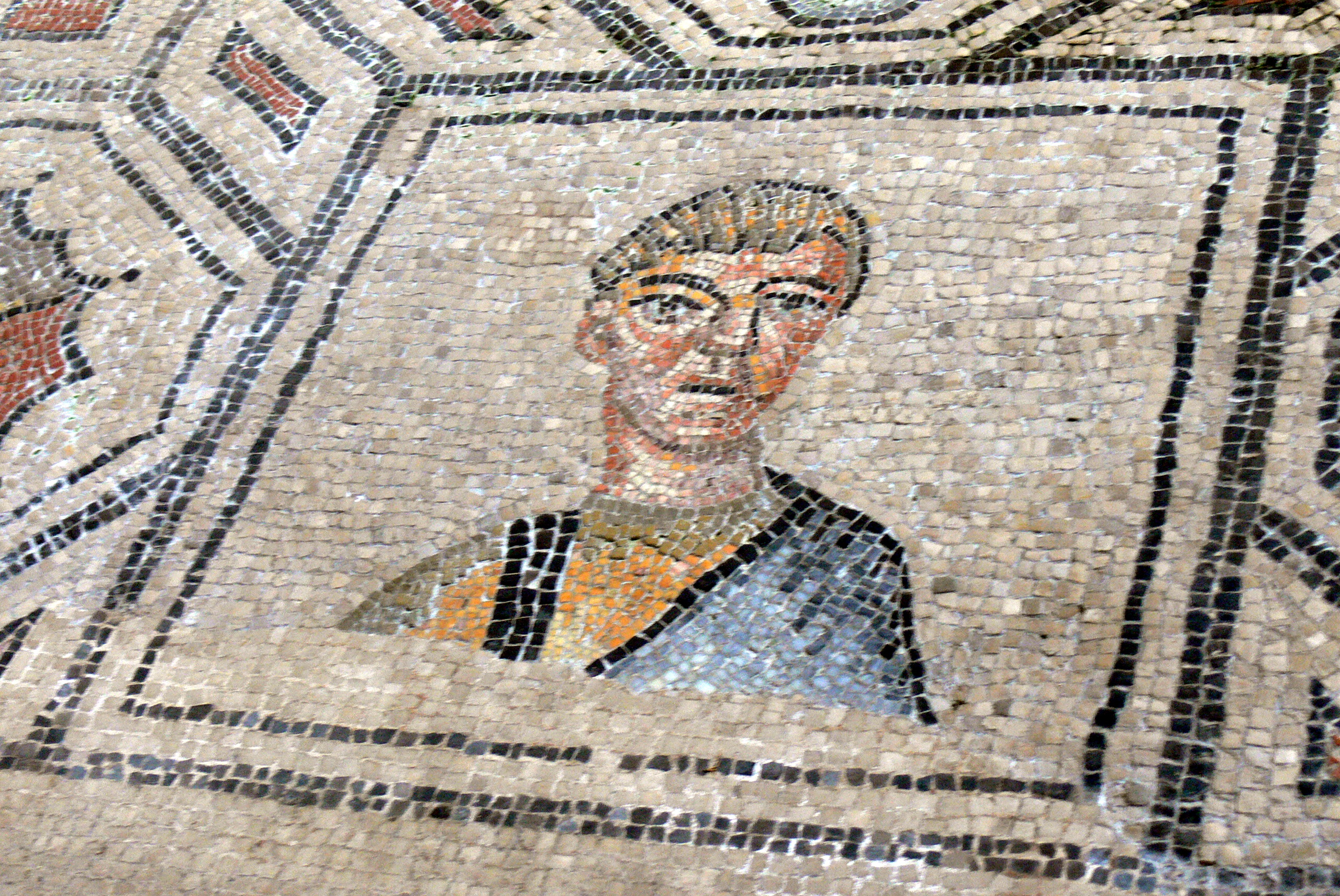
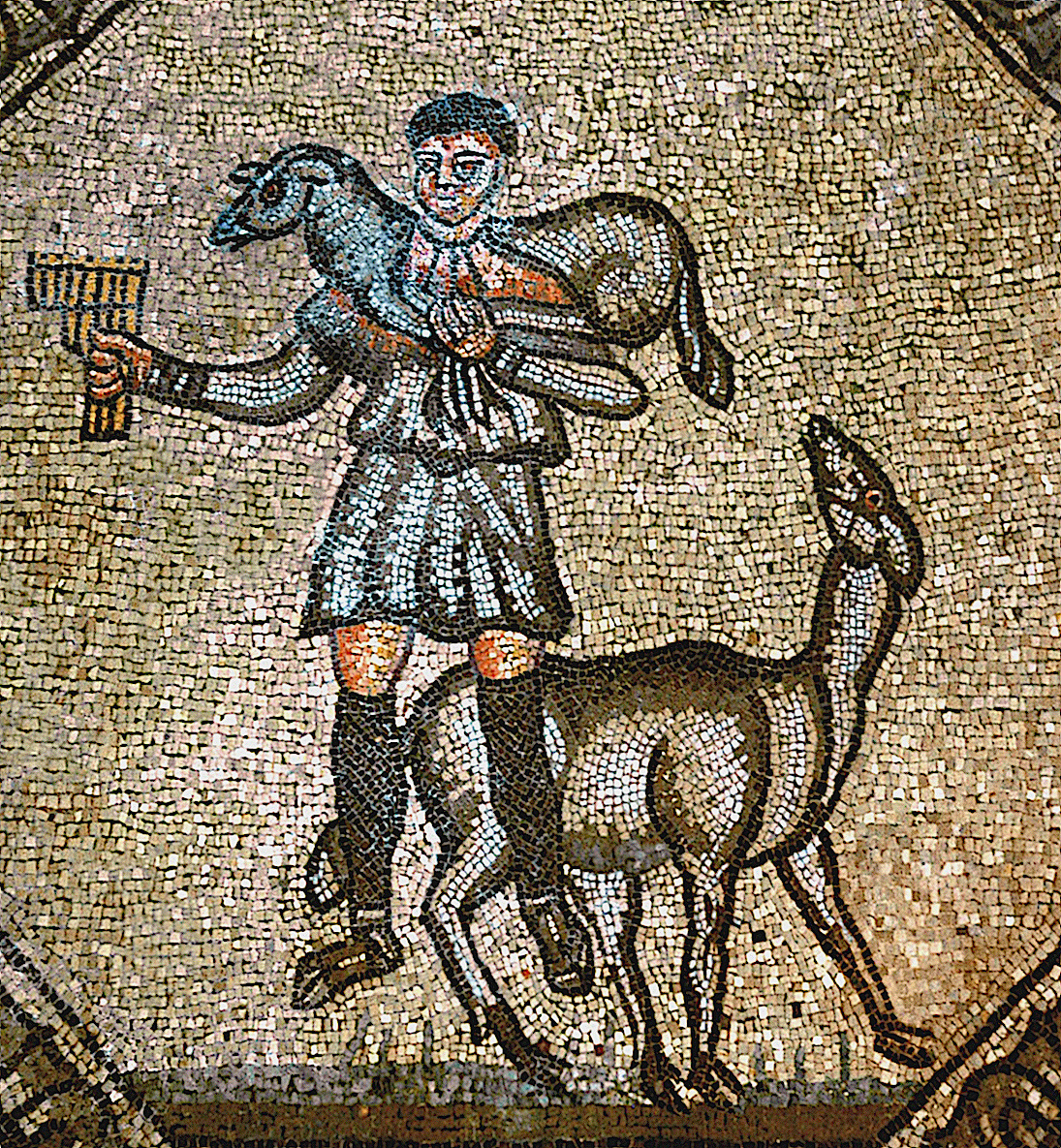
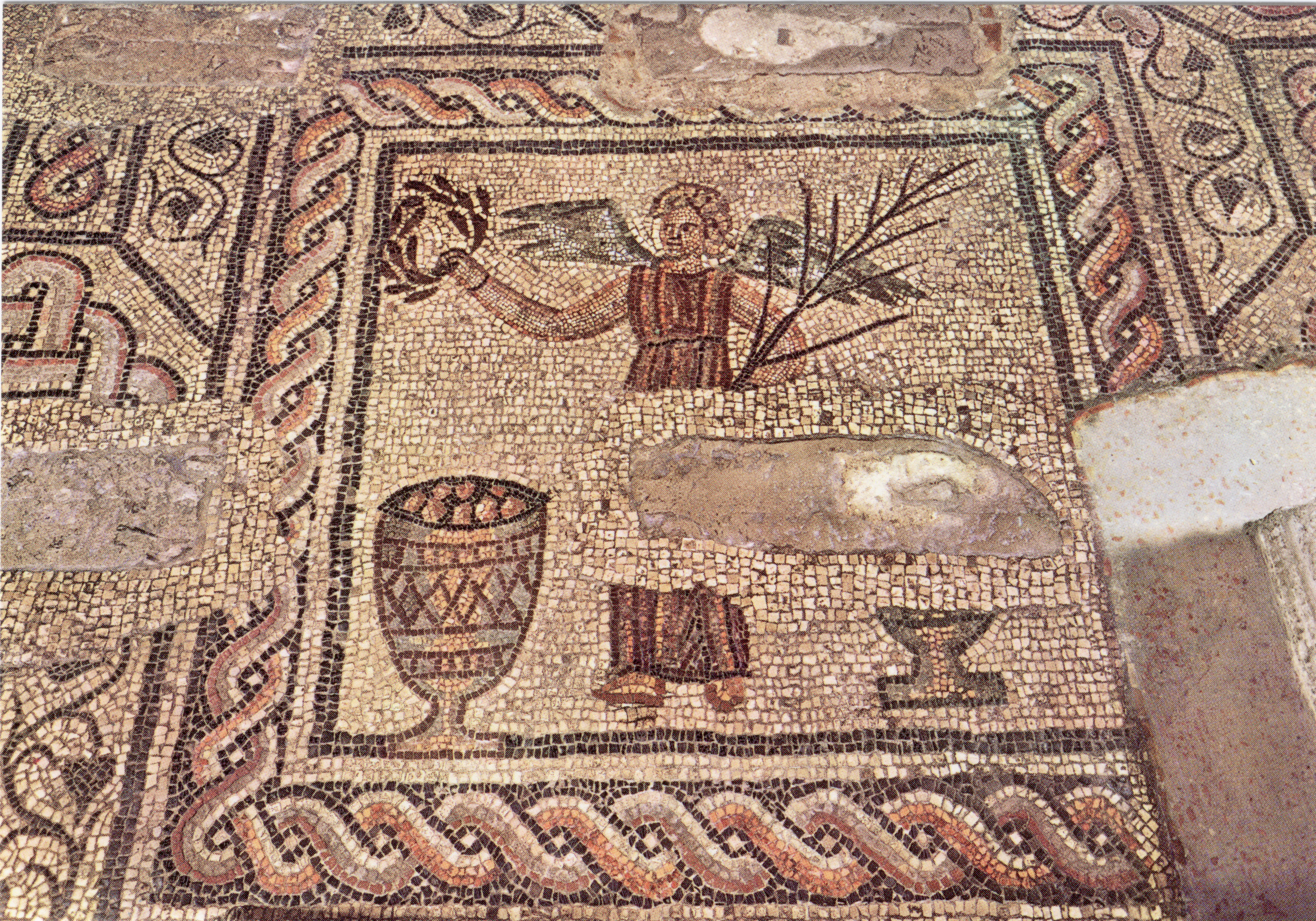
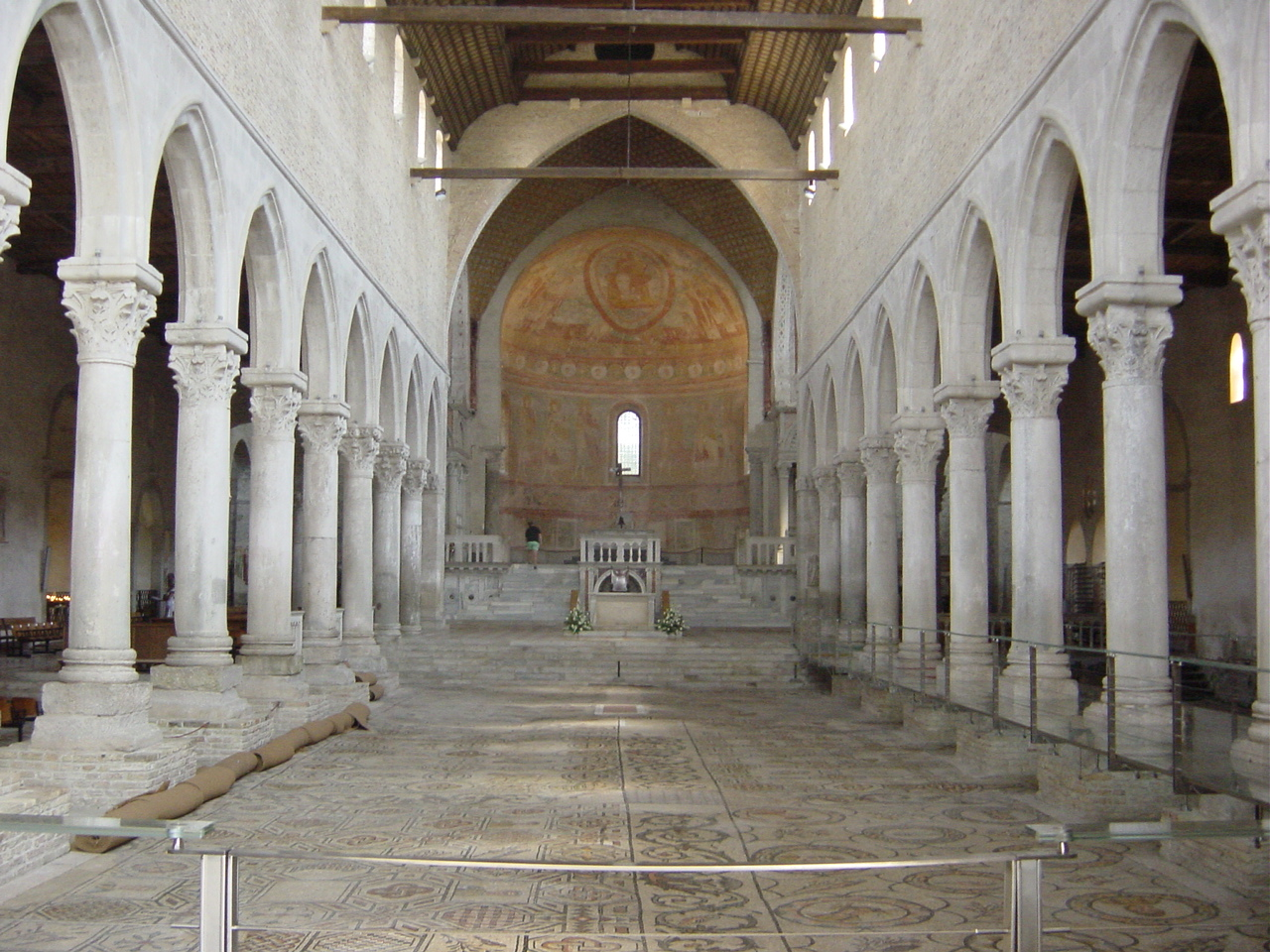
内部